# C'est la vie, mon vieux chat
It's Like This, Cat
C'est la vie, mon vieux chat (It's Like This, Cat) est un roman de l'écrivaine américaine Emily Cheney Neville, qui a remporté la médaille Newbery de 1964. C'est la vie, mon vieux chat est le premier livre de la romancière. Il a été illustré par l'artiste tchèque Emil Weiss (en) (1896-1965).

## Résumé
L'histoire suit Dave Mitchell, un garçon de 14 ans qui grandit dans le New York du milieu du 20e siècle. Il vit avec son père et sa mère asthmatique. Les crises de celle-ci s'aggravent lorsque Dave et son père se disputent, ce qui arrive fréquemment. Après une nouvelle dispute, Dave se réfugie chez Kate, une voisine âgée dont l'appartement est rempli de chats errants qu'elle adore. Dave adopte l'un des chats, le nomme « Cat » (littéralement « le Chat ») et le ramène à la maison. Cat apporte à la fois joie et aventure dans la vie de Dave.
La présence de Cat met Dave en contact avec différentes personnes, dont un garçon de 19 ans, étudiant en difficulté, nommé Tom et sa première petite amie, Hilda. Tout en documentant la maturité croissante de Dave, le livre donne également un aperçu de quelques quartiers et attractions de New York, du Fulton Fish Market au zoo du Bronx et Coney Island.

## Personnages principaux
- Dave Mitchell : jeune garçon de 14 ans vivant à Manhattan (New-York) au début des années 1960.
- Cat (« le Chat ») : chat mâle ayant un pelage tabby roux et adopté par Dave.
- Le père de Dave : avocat au tempérament vif, il ne sait pas communiquer avec son fils sans se disputer avec lui.
- Kate Carmichael : femme célibataire d'âge moyen qui se méfie des gens et accueille des chats errants[3].

## Récompense
Premier livre pour enfants de l'écrivaine, il reçoit la médaille Newbery en 1964.

## Réception
Kirkus Reviews a déclaré à propos du livre : « L'auteur connaît la langue d'un garçon de New York dans le même sens que Mark Twain connaissait le parler d'un garçon du Mississippi, et comme Mark Twain, elle a une maîtrise si complète de la technique que le lecteur n'ai jamais conscient que quelqu'un se tient derrière le garçon ». Dans un essai rétrospectif sur les livres récompensés par la médaille Newbery de 1956 à 1965, la bibliothécaire Carolyn Horovitz a écrit : « La connaissance sensible et intuitive de l'auteur d'un jeune garçon vivant à New York semble être bien plus grande que sa capacité à développer tout cela ».

## Publication
Le roman est édité pour la première fois en langue française en 1968 aux éditions Nathan. Les illustrations d'Emil Weiss y sont remplacées par celle de l'illustrateur et dessinateur humoristique français Flip (1917-2004).
- Emily Cheney Neville (trad. Cécile Loeb, ill. Flip), C'est la vie, mon vieux chat [« It's like this, cat »], Paris, Nathan, 1968, 190 p. (BNF 33116109).